# Grbić
Grbić ist ein slawischer Familienname.

## Namensträger
- Adrian Grbić (* 1996), kroatisch-österreichischer Fußballspieler
- Duško Grbić (* 1970), serbischer Handballspieler und -trainer
- Itana Grbić (* 1996), montenegrinische Handballspielerin
- Ivo Grbić (* 1996), kroatischer Fußballtorwart
- Nadja Grbić (* 1963), österreichische Linguistin
- Nikola Grbić (* 1973), serbischer Volleyballspieler
- Petar Grbić (* 1988), montenegrinischer Fußballspieler
- Vladimir Grbić (* 1970), serbischer Volleyballspieler